# Comissionat per al Mercat de Tabacs
El Comissionat per al Mercat de Tabacs és un organisme autònom de l'Administració General de l'Estat que exerceix les competències de caràcter regulador i de vigilància per salvaguardar l'aplicació dels criteris de neutralitat i les condicions de lliure competència efectiva en el mercat de tabacs arreu d'Espanya.

## Història
Aquest organisme es crea a causa de l'entrada d'Espanya a les Comunitats Europees que obliga a garantir la llibertat d'empresa, consagrat en l'article 38 de la Constitució, a les activitats d'elaboració, importació i venda a l'engròs dels productes del tabac.
L'objectiu, per tant, de la creació d'aquest organisme, estava orientat a substituir la intervenció de l'Estat al mercat del tabac per una nova activitat merament reguladora o de vigilància que salvaguardés l'aplicació dels criteris de neutralitat i les condicions de lliure competència efectiva, de tal forma que, deixant actuar a tots els subjectes que ho desitgin, se supervisi per un òrgan estatal el correcte desenvolupament de tal activitat empresarial. En conseqüència, la nova Llei que va crear aquest organisme, va suprimir els monopolis de fabricació, d'importació i de comerç a l'engròs per a les labors de tabac no procedents dels Estats membres de la Unió Europea.
En canvi, seguint la jurisprudència comunitària i la sentència del Tribunal de Justícia de les Comunitats Europees de 14 de desembre de 1995 (assumpte C-387/93 «Cas Banchero»), el monopoli del comerç al detall de labors de tabac a favor de l'Estat a través de la Xarxa d'Expendeduries de Tabac i Timbre. El manteniment de la titularitat de l'Estat en el monopoli de comerç al detall de labors de tabac, que continua revestint el caràcter de servei públic, constitueix un instrument fonamental i irrenunciable de l'Estat per al control d'un producte estancat com és el tabac, amb notable repercussió duanera i tributària. Per afegiment, la continuïtat de l'àmplia xarxa minorista d'Expendeduries de Tabac i Timbre, evita l'aparició d'oligopolis que podrien afectar negativament a aquesta neutralitat, retallar el dret d'opció del consumidor i promocionar el consum de tabac, garanteix al adquirent la regularitat en el proveïment i la legalitat i adequada conservació dels productes, assegura la venda d'efectes timbrats i signes de franqueig arreu del territori nacional.

## Funcions

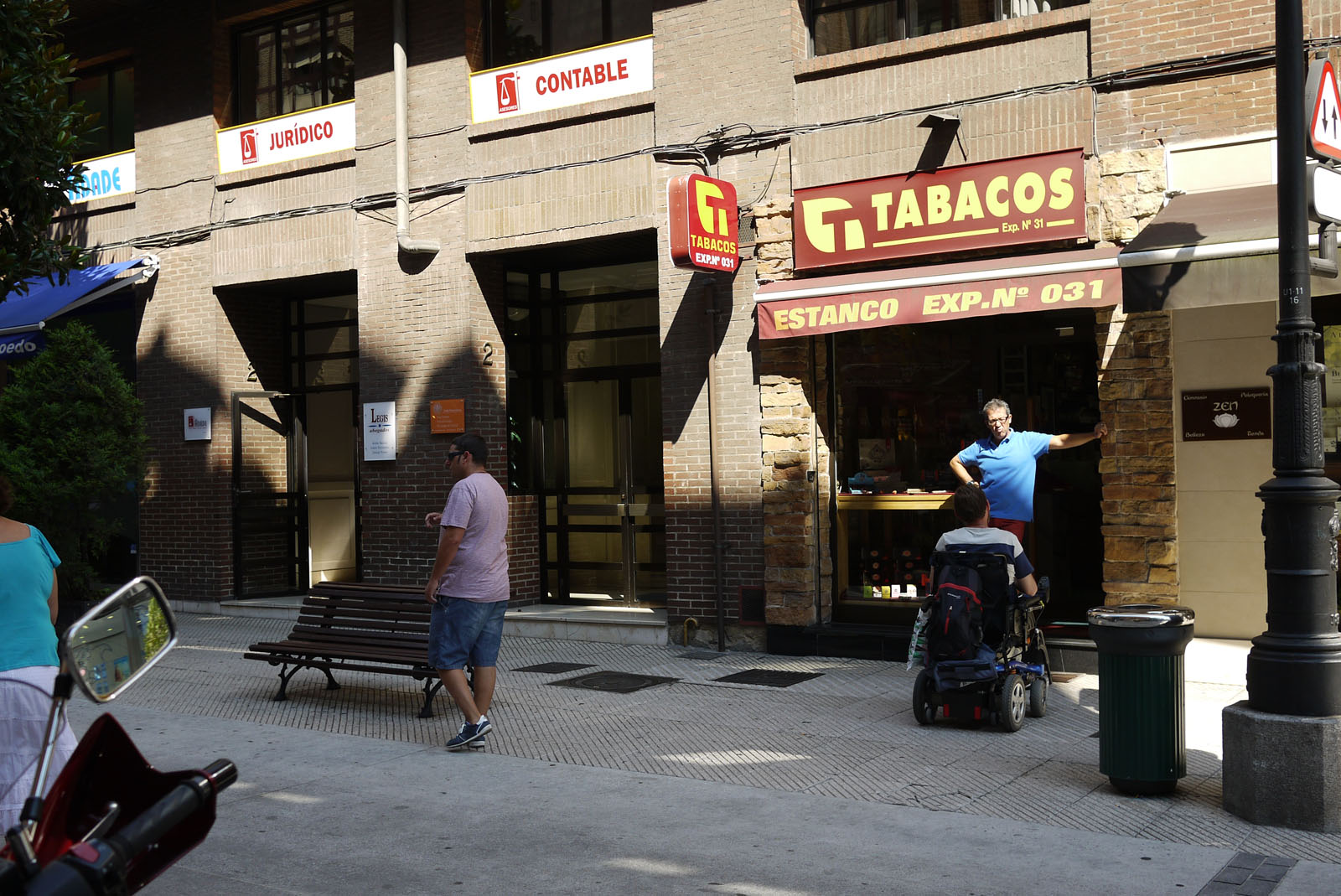
Estanc o expendeduria, establiment en el qual es ven tabac, segells, paper timbrat i altres productes que també tenen prohibida la venda lliure.

Les funcions del CMT es regulen en l'article 5.4 de la Llei 13/1998, d'Ordenació del Mercat de Tabacs i Normativa Tributària, i són:
- Actuar com a òrgan d'interlocució i relació amb els diferents operadors del mercat de tabacs, ja fossin fabricadors, importadors, majoristes, expendeduries de tabac i timbre o punts autoritzats per a la venda amb recàrrec, i amb les organitzacions que els representin.
- Vigilar perquè els diversos operadors, inclosos els detallistes, al mercat de tabacs actuïn en el marc que respectivament els correspon segons la present Llei i el seu desenvolupament reglamentari, exercint les facultats d'inspecció que calgui.
- Vigilar la qualitat dels productes oferts, dels utilitzats en la seva elaboració i dels additius o substàncies incorporats, sense perjudici del respecte al secret de la producció industrial. Igualment, correspondrà al Comissionat la comprovació del contingut i pressupostos de les activitats promocionals i publicitàries.
- Emetre informes sobre el compliment dels requisits previstos en els articles 2, apartat dos[nota 1]; 3, apartats dos i tres[nota 2], d'aquesta Llei, per a l'establiment de nous fabricadors, importadors o majoristes, i dels inclosos als apartats tres i quatre de l'article 4[nota 3], per a l'atorgament i revocació d'expendeduries de tabac i timbre.
- Autoritzar l'establiment, en llocs diferents d'expendeduries, de punts de venda al públic amb recàrrec, segons allò que s'ha fixat en l'article 4, apartat cinc[nota 4].
- Exercir l'activitat de manteniment de la Xarxa d'Expendeduries de Tabac i Timbre en matèria de canvis i modificacions d'emplaçament, llicenciament de magatzems i altres actuacions connexes que siguin encomanades al Comissionat per via reglamentària.
- Vigilar l'efectiva aplicació dels criteris sanitaris sobre publicitat, consum i qualitat del tabac, en col·laboració amb les altres Administracions públiques competents excepte en el que sigui competència exclusiva d'aquestes Administracions.
- Desenvolupar les funcions al fet que es refereix l'article 6, apartat dos [nota 5], de la present Llei.
- Emmagatzemar i custodiar les labors de tabac preses o decomissades en procediments de contraban i procedir a la seva destrucció.
- Exercir les funcions d'arbitratge en els conflictes entre operadors que les parts li encomanin, quan no corresponguin a un altre òrgan de l'Administració.
- Rebre les denúncies que es presentin per presumpta violació dels principis i de les regles de lliure competència al mercat de tabacs i remetre-les als òrgans competents per a la seva tramitació i resolució.
- Exercir la potestat sancionadora en els termes previstos en l'article 7.1 d'aquesta Llei.[nota 6]
- Elaborar estadístiques, preparar informes i formular propostes en matèries de l'àmbit de les seves competències.
- Gestionar els recursos adscrits al Comissionat al fet que es refereix l'apartat vuit del present article.
- Qualsevol altra que se li atribueixi legalment o reglamentàriament per no estar encomanada a un altre òrgan de les Administracions públiques.

En tot cas, les funcions del Comissionat no interferiran en els àmbits competencials que, en matèria tributària, duanera, de repressió del contraban, sanitària, agrària o de supervisió de la publicitat, corresponguin a altres òrgans o Departaments de les Administracions públiques.

## Estructura

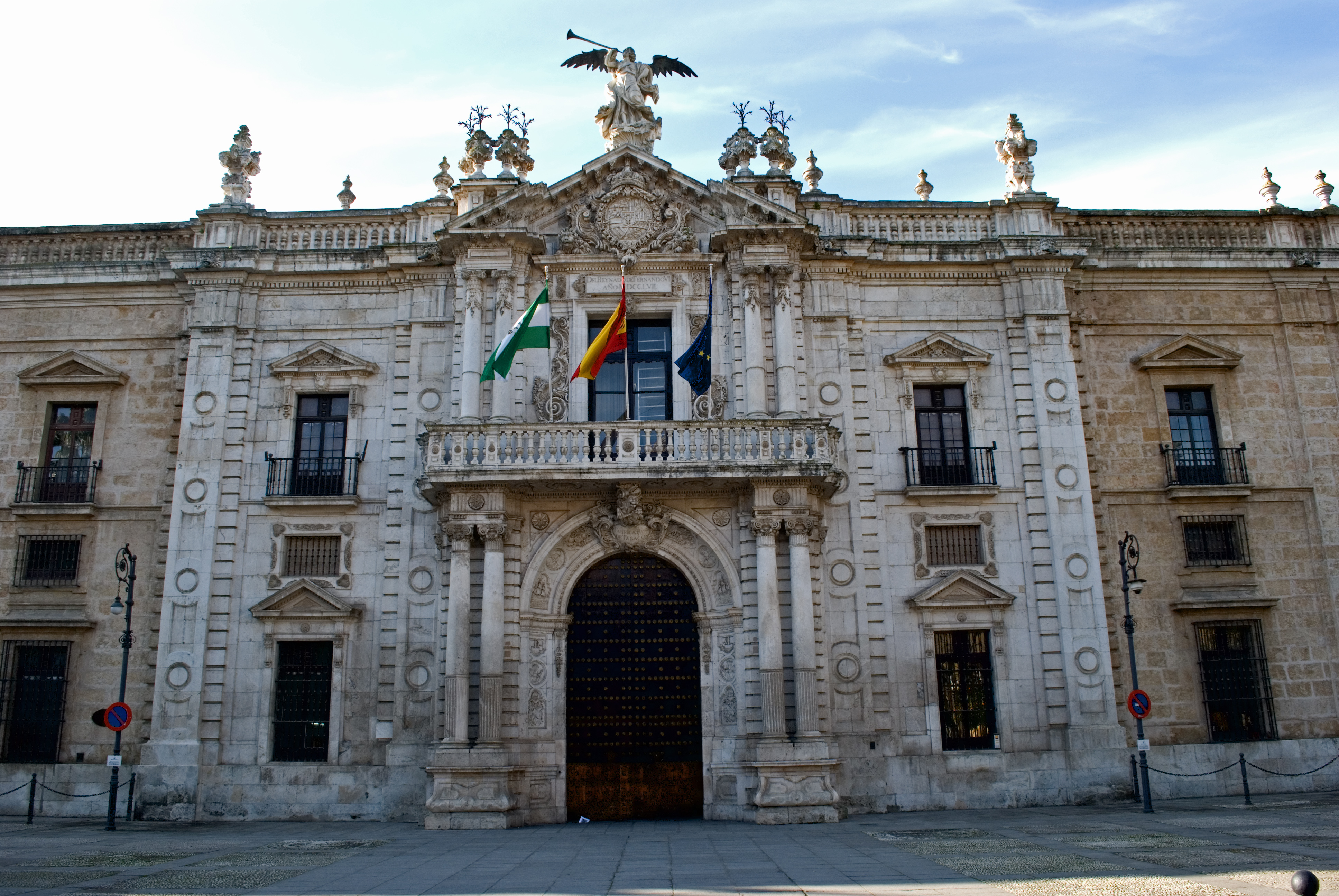
Reial Fàbrica de Tabacs, seu de la primera fàbrica de tabacs establerta a Europa, actual seu del rectorat de la Universitat de Sevilla.

El Comissionat es compon de:
- President de l'Organisme autònom.
- Vicepresident de l'Organisme autònom.
- Comitè Consultiu del Comissionat.

### President
El President de l'Organisme autònom Comissionat per al Mercat de Tabacs serà nomenat i separat pel Ministre d'Hisenda, tindrà rang de Subdirector general i li correspondrà la direcció del desenvolupament de les activitats de l'Organisme, la fixació dels objectius de les diferents unitats en els termes establerts pel present Estatut i altres normes aplicables. En particular, li correspondrà:
1. La representació legal i en general la direcció de l'Organisme.
2. La resolució de tots els expedients i procediments, fins i tot els sancionadors, que siguin competència de l'Organisme, excepte aquells que corresponguin al Secretari d'Estat d'Hisenda.
3. Exercir la direcció de personal i dels serveis i activitats de l'Organisme.
4. Elaborar la proposta de relació de llocs de treball.
5. L'elaboració de l'avantprojecte de pressupostos i del pla d'actuació de l'Organisme, que es remetran al Ministeri d'Hisenda d'Espanya a través de la Secretaria d'Estat d'Hisenda.
6. La contractació del personal no funcionari, previ compliment de la normativa aplicable sobre aquest tema.
7. Dictar instruccions i circulars sobre les matèries que siguin competència de l'Organisme.
8. Actuar com a òrgan de contractació, d'acord amb el que preveu l'article 17 del present Estatut.
9. Aprovar despeses i ordenar pagaments.
10. Ordenar la gestió, administració, liquidació i notificació de la taxa al fet que es refereix l'annex a la Llei d'Ordenació del Mercat de Tabacs i Normativa Tributària.
11. Resoldre els conflictes entre operadors l'arbitratge dels quals les parts t'encomanin.
12. Presidir el Comitè Consultiu de l'Organisme autònom i les seves Comissions.
13. En general, exercirà totes aquelles funcions o competències que en la Llei, en l'Estatut o en les seves respectives normes de desenvolupament no s'assignin a un altre òrgan específic. Les atribucions del President són delegables de conformitat amb les disposicions de l'ordenament jurídic sobre la matèria.

### Vicepresident
La Vicepresidència, amb nivell orgànic de Subdirecció General, i que el seu titular serà nomenat mitjançant resolució del Secretari d'Estat d'Hisenda. Al Vicepresident li són atribuïdes les següents competències:
1. Exercir la segona prefectura de l'organisme i, en la seva conseqüència, suplir al President en casos de vacant, absència o malaltia del mateix.
2. La prefectura directa de la unitat administrativa que assumeixi les funcions de gestió de l'organisme i prestació de serveis als operadors, sense perjudici de la direcció general i impuls de l'activitat corresponent al President de l'Organisme autònom.
3. La coordinació de les activitats economicofinancera i de regulació del mercat, proposant a la Presidència la resolució dels expedients instruïts en aquestes àrees.
4. La resolució dels assumptes que expressament li delegui el President, sense perjudici de la seva evocació pel mateix, i sempre quan es refereixin a matèries susceptibles de delegació.
5. La Vicepresidència del Comitè Consultiu al fet que es refereix l'article 8 del present Estatut.

Dependents de la Vicepresidència existiran les unitats i llocs de treball que s'estableixin en la corresponent relació de llocs de treball per a l'exercici de les funcions economicofinancera, reguladores i de gestió i prestació de serveis.

### Comitè Consultiu i Comissions Assessores
Existeix un òrgan assessor anomenat Comitè Consultiu del Comissionat, les funcions del qual són les generals d'assistència i assessorament al Comissionat en totes les matèries relatives al mercat de tabacs, a la seva organització i funcionament i, en particular, les següents, que exercir emetent el corresponent informe al Comissionat:
1. Informar en relació amb les normes que hagin de dictar-se regulant el mercat de tabacs en el seu aspecte organitzatiu, sanitari i de regulació de la publicitat.
2. Debatre, emetent, si escau, el corresponent informe, sobre qüestions que afectin a l'indicat mercat o sobre aquelles altres respecte de les quals demani la seva semblar el President de l'Organisme o ho sol·liciti un 20 per 100 dels membres del Comitè.
3. Emetre informe en relació amb el compliment dels requisits previstos en els articles 2, apartat dos, i 3, apartats dos i tres, de la Llei 13/1998, de 4 de maig, i el seu desenvolupament reglamentari per a l'establiment de nous fabricadors, importadors i majoristes.
4. Emetre informe en relació amb el compliment dels requisits previstos en l'article 4, apartats tres i quatre, de la Llei 13/1998, de 4 de maig, per a l'atorgament i revocació de expendedurías de tabac i timbre.
5. Debatre i informar sobre qüestions centrals de l'economia agrícola i industrial del tabac, fent arribar a l'Administració, a través del Comissionat, l'opinió del sector sobre aquests extrems.